# Denkmal des Widerstands und des Märtyertums in Majdanek
Das Denkmal des Widerstands und des Märtyertums in Majdanek (Pomnik Walki i Męczeństwa na Majdanku) befindet sich seit 1969 auf dem Gelände des ehemaligen Konzentrations- und Vernichtungslager Lublin-Majdanek in Lublin und erinnert an die dort Ermordeten.

## Geschichte
Nach Anfragen zahlreicher ehemaliger Häftlinge riefen der staatliche Rat zur Bewahrung des Gedenkens an Kampf und Martyrium in Zusammenarbeit mit dem nationalen Verband Bildender Künstler und dem Verband polnischer Architekten am 1. Juni 1967 einen öffentlichen Wettbewerb für ein „Denkmal zu Ehren der Opfer des Vernichtungslagers Majdanek“ aus. Aus ganz Polen wurden etwa 140 Arbeiten eingereicht. Als Sieger gab die Jury am 22. Dezember 1967 das Projekt des Bildhauers Stanisław Strzyżyński (1923–2015) und Juliusz Kłeczek bekannt: eine 8 × 20 Meter große Mauer aus 26 Granitblöcken, die die 26 Nationalitäten der Lagerinsassen symbolisierten. Allerdings entschied man sich letztlich für den Entwurf der Gewinner des dritten Preises – Wiktor Tołkin und Janusz Dembek. Tołkin selbst erinnerte sich Jahre später daran, dass die Wahl seines Entwurfs eine rein willkürliche Entscheidung eines Beamten des Kulturministeriums war.
Mit dem Bau wurde im Frühjahr 1968 begonnen. Es entstand das Tor, der Weg der Erinnerung und das Mausoleum. 

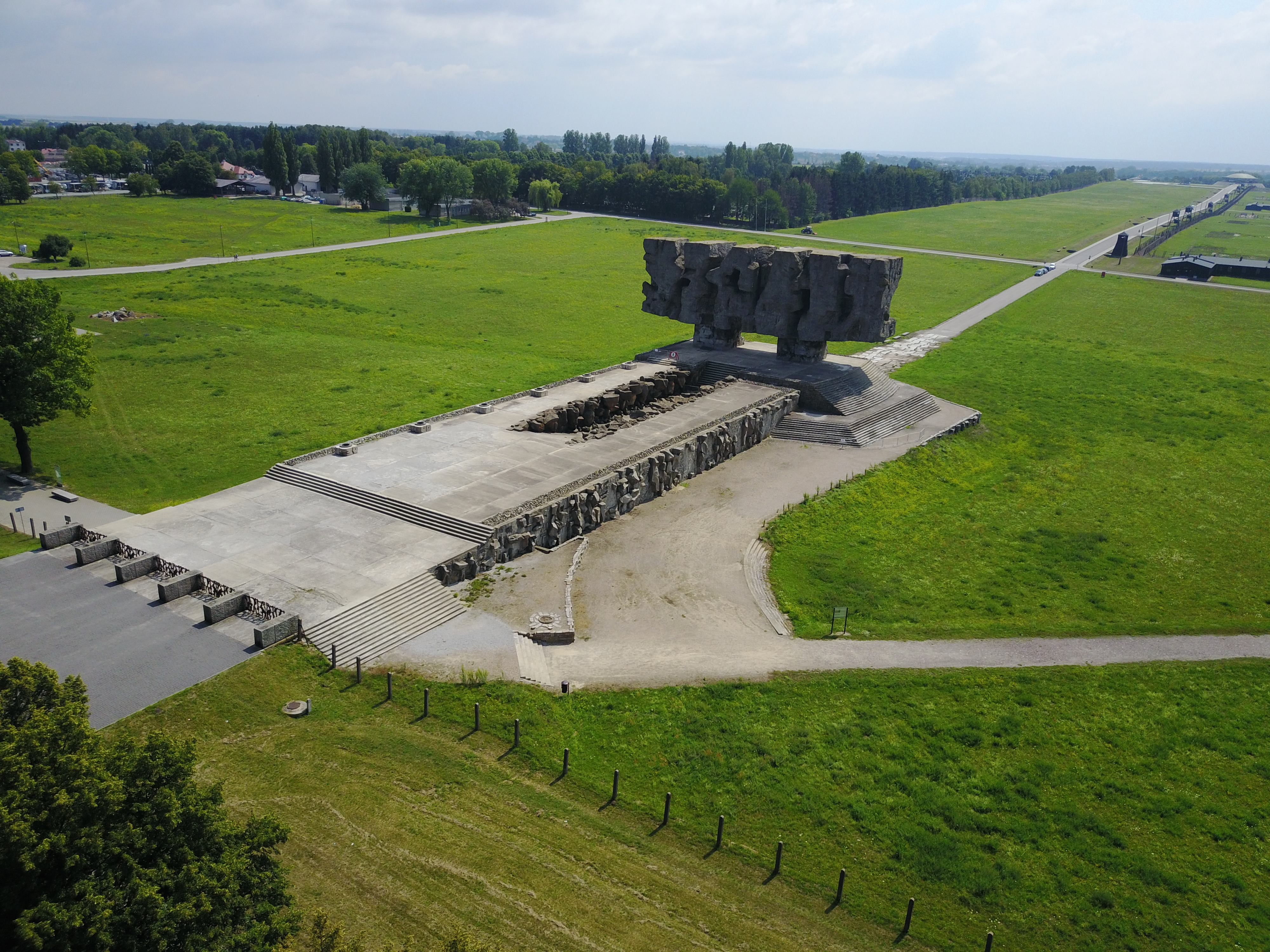
Eingangstor und Straße zum Mausoleum
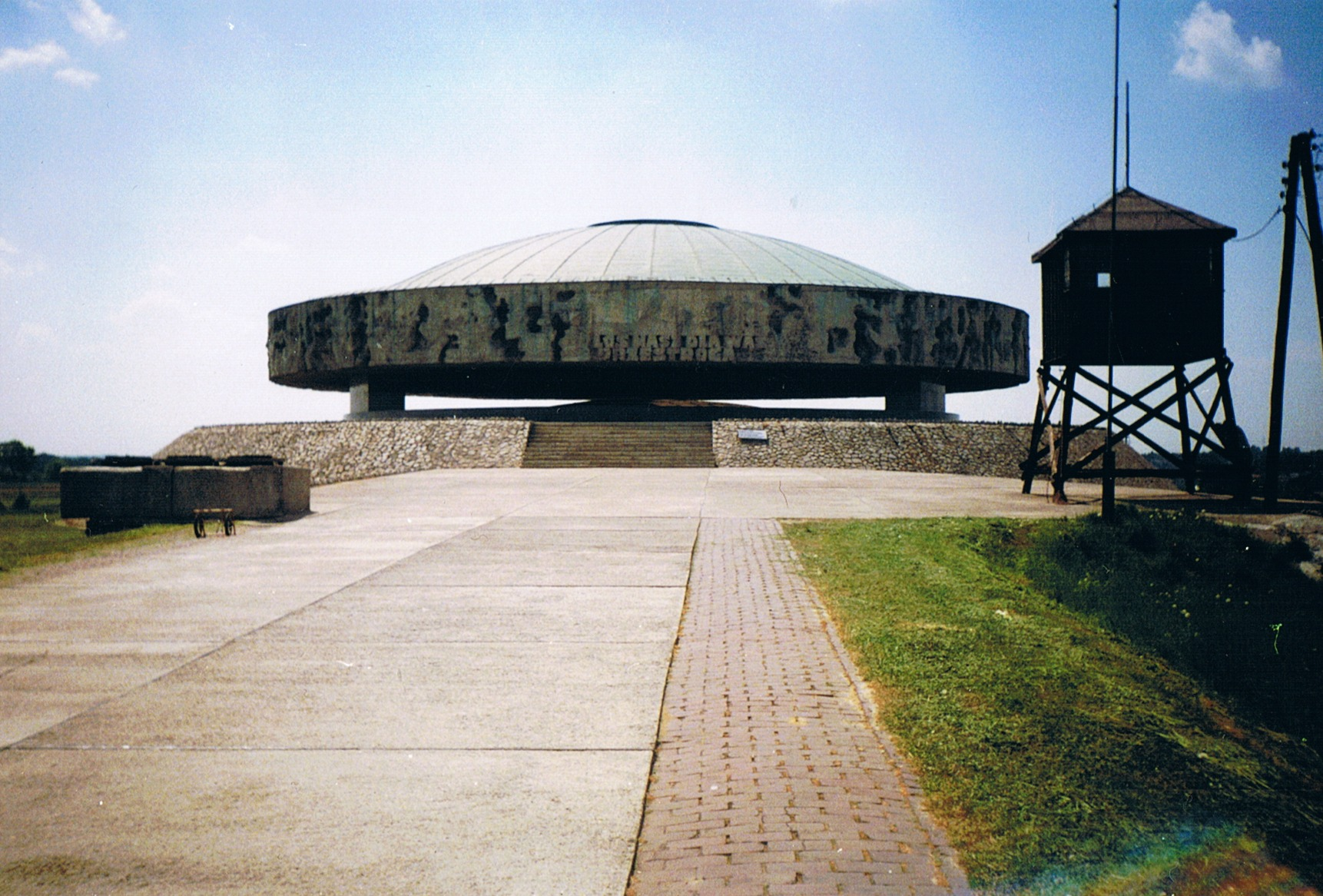
Mausoleum mit Wachturm
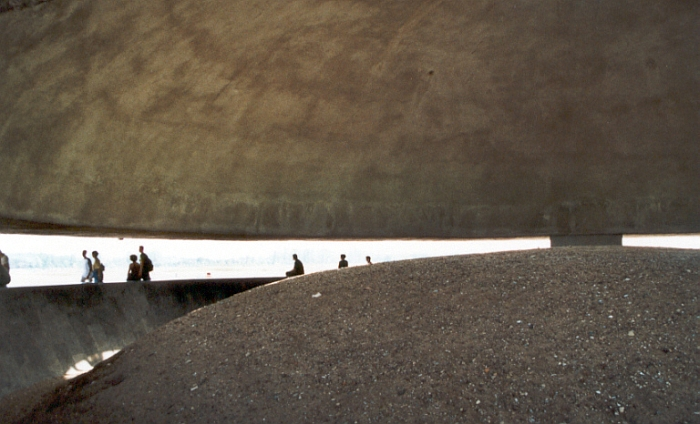
Innenansicht des Mausoleums